# فلکول هیث
فلکول هیث (به انگلیسی: Flackwell Heath) یک روستا در بریتانیا است که در Chepping ویکام واقع شده‌است. فلکول هیث ۵٬۹۰۰ نفر جمعیت دارد.